# 中華雄立宇宙間
《中華雄立宇宙間》为中華民國北洋政府1915年5月至12月及1916年至1921年的国歌，亦为中華帝國国歌。1915年5月北洋政府政事堂礼制馆受命制作国歌《中华雄立宇宙间》。1915年5月23日，袁世凯总统令颁定《中华雄立宇宙间》为国歌。1921年其国歌地位被《卿云歌》替代。

## 历史
1915年5月北洋政府政事堂礼制馆受命制作国歌《中華雄立宇宙間》，由王露作曲、廕昌作詞。1915年5月23日袁世凯发布總統令颁定为中华民国国歌。歌词为：
| 中國雄立宇宙間， 廓八埏， 華胄來從崑崙巔， 江湖浩蕩山綿連， 五族共和開堯天， 億萬年。 |

1915年12月12日，袁世凯接受帝制，并宣布更改国体。于1915年12月19日修改了原歌词，將「五族共和」改為「勳華揖讓」：
| 中國雄立宇宙間， 廓八埏， 華胄來從崑崙巔， 江湖浩蕩山綿連， 勳華揖讓開堯天， 億萬年。 |

1919年，北洋政府教育部決定以趙元任作詞作曲的《盡力中華歌》為代國歌，歌詞為：「聽！我們同唱中華中華中華！聽！君不聞亞東四萬萬聲的中華中華！」。1921年3月31日，北洋政府國務院根據章太炎的建議，決定重新將《卿雲歌》作為國歌，但去掉了汪榮寶加的詞，並請著名音樂家肖友梅譜曲，其曲調風格為西洋音樂的E調長旋法與中國姑洗宮調的結合。 1926年，奉系軍閥張作霖主政北京時，曾仿日本堂歌式樣重製《中华雄立宇宙间》，並親自作詞：：
| 中華雄立宇宙間， 萬萬年， 保衛人民中不偏， 諸業發達江山固， 四海之內太平年， 萬萬年。 |

## 外部連結
- 中国历代国旗国歌国徽国花 （页面存档备份，存于）
- 中華雄立宇宙間